# Эффект Холла

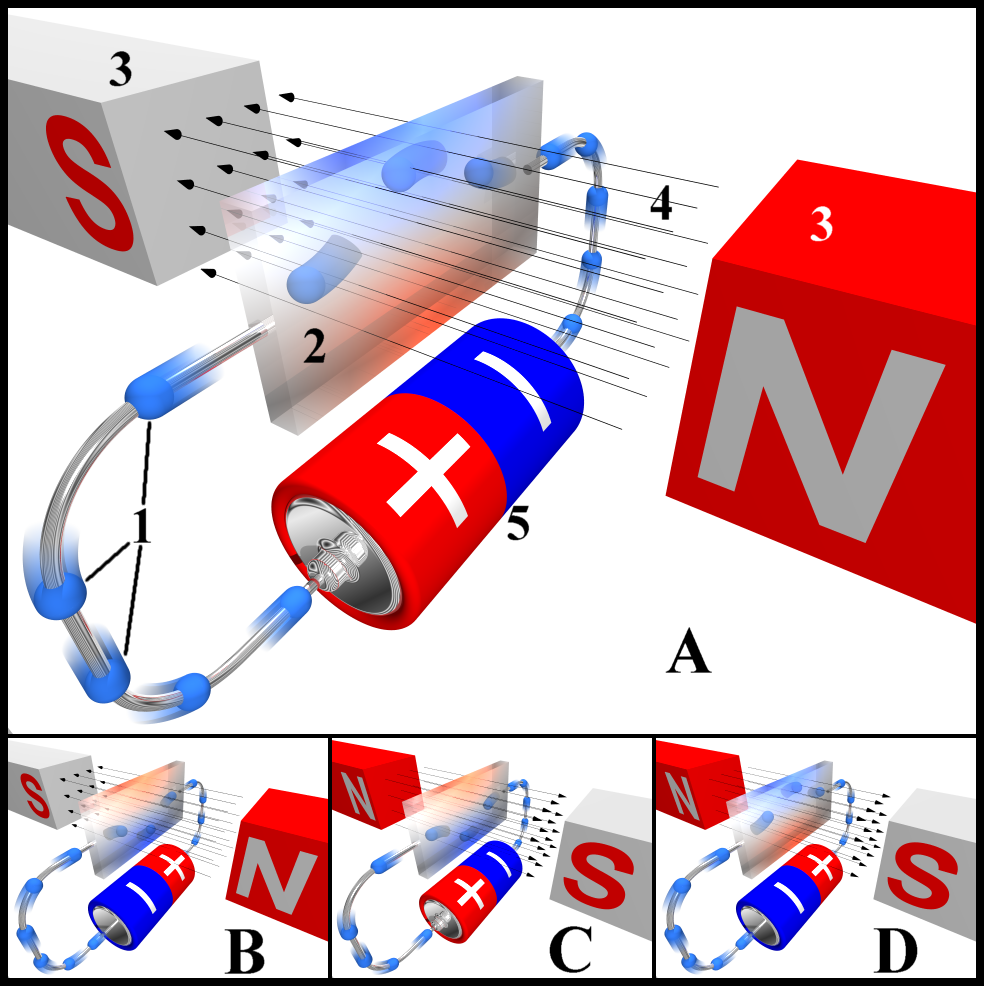
Эффект Холла.1 — электроны, 2 — зонд, 3 — магниты, 4 — магнитное поле, 5 — источник тока

Эффект Холла — это возникновение в электрическом проводнике разности потенциалов (напряжения Холла) на краях образца, помещённого в поперечное магнитное поле, при протекании тока, перпендикулярного полю. Холловское напряжение, пропорциональное магнитному полю и силе тока, было обнаружено Эдвином Холлом в 1879 году и эффект получил его имя.
Количественно эффект Холла можно охарактеризовать с помощью коэффициента Холла, который определяется как отношение индуцированного электрического поля к произведению плотности тока и приложенного перпендикулярного магнитного поля. Это характеристика материала, из которого изготовлен проводник, поскольку его величина зависит от типа, числа и свойств носителей заряда.
В связи с множеством типов эффектов Холла, для ясности исходный эффект иногда называют обычным эффектом Холла, чтобы отличить его от других типов, которые могут иметь дополнительные физические механизмы, но базируются на тех же основах.

## Открытие
Современная теория электромагнетизма была систематизирована Джеймсом Клерком Максвеллом в статье «О физических силовых линиях», которая была опубликована в четырёх частях между 1861—1862 гг. В то время как статья Максвелла установила прочную математическую основу для теории электромагнетизма, подробные детали теории всё ещё исследуются. Один из таких вопросов касался механизмов взаимодействия между магнитами и электрическим током, в том числе о том, взаимодействуют ли магнитные поля с проводниками или с самим электрическим током.
Эдвин Холл, рассуждая над этим вопросом, предположил, что ток должен отклоняться в проводнике помещённом в магнитное поле, поскольку:

если электрический ток в неподвижном проводнике сам притягивается магнитом, ток должен быть отклонён на одну сторону провода, и, следовательно, испытываемое сопротивление должно увеличиться.Оригинальный текст (англ.)if the current of electricity in a fixed conductor is itself attracted by a magnet, the current should be drawn to one side of the wire, and therefore the resistance experienced should be increased.

В 1879 году он исследовал это взаимодействие и обнаружил эффект Холла в тонких пластинках золота, когда работал над докторской диссертацией в Университете Джонса Хопкинса в Балтиморе, штат Мэриленд. Несмотря на отрицательный результат наблюдения поперечного магнитосопротивления, он успешно измерил возникновение разности потенциалов на краях образца. За восемнадцать лет до открытия электрона его измерения крошечного эффекта, наблюдаемого в установке, которую он использовал, было феноменальным экспериментальным достижением, опубликованным под названием «О новом действии магнита на электрические токи». Эдвин Холл не обнаружил возрастание сопротивления проводника в магнитном поле, поскольку использовал слабые поля. Также магнитосопротивление не следует из теории металлов Друде, расчёты по которой приводятся ниже. Однако при более строгих расчётах и в сильных магнитных полях магнитосопротивление проявляется достаточно хорошо.

## Теория

### Качественная картина явления

Установка для измерения эффекта Холла для электронов. Первоначально электроны движутся по изогнутой стрелке из-за магнитной силы (силы Лоренца). На некотором расстоянии от токоподводящих контактов электроны скапливаются с левой стороны и убегают с правой стороны, что создаёт электрическое поле ξ_{y} в направлении заданного V_{H}. Напряжение V_{H} отрицательно для некоторых полупроводников, где кажется, что текут «дырки». В установившемся режиме ξ_{y} будет достаточно сильным, чтобы точно нейтрализовать действие силы Лоренца, поэтому электроны движутся в среднем вдоль прерывистой прямой стрелки.

Эффект Холла связан с природой носителей тока в проводнике. Ток представляется как направленное движение множества крошечных носителей заряда, обычно электронов — отрицательно заряженных частиц, но в твёрдом теле могут появляться и другие квазичастицы — дырки, которые несут положительный заряд. В присутствии магнитного поля, движущиеся заряды испытывают силу, называемую силой Лоренца. Когда такое магнитное поле отсутствует, заряды следуют приблизительно по прямым путям между столкновениями с примесями, фононами и другими дефектами. Время между столкновениями называется временем свободного пробега. При приложении магнитного поля с перпендикулярной к направлению тока составляющей, их пути между столкновениями искривляются, таким образом, что в конечном образце заряды определённого знака накапливаются на одной из его сторон, а заряд с противоположным знаком накапливается на другой стороне. Результатом является асимметричное распределение плотности заряда по образцу, возникающее из-за силы, перпендикулярной как направлению тока, так и приложенному магнитному полю. Разделение зарядов противоположного знака создаёт электрическое поле, которое препятствует диффузии и дальнейшему накоплению заряда на границах образца, поэтому постоянный электрический потенциал устанавливается пока течёт ток.
В классическом электромагнетизме электроны движутся в направлении, противоположном направлению тока I (по соглашению «ток» описывает теоретический поток положительно заряженных частиц). В некоторых металлах и полупроводниках кажется, текут положительно заряженные частицы — «дырки», потому что знак холловского напряжения противоположный приведённому ниже для электронов.
Для простого металла, в котором есть только один тип носителя заряда (электроны), напряжение Холла VH получается с помощью силы Лоренца и, условия, что в стационарном состоянии заряды не должны двигаться вдоль оси y. Таким образом, магнитная сила, действующая на каждый электрон в направлении оси y скомпенсирована за счёт электрического поля вдоль оси y из-за накопления зарядов. Член vx — это дрейфовая скорость тока, которая в этой точке по соглашению считается дыркой. Член vxBz отрицателен по направлению y-оси согласно правилу правой руки.
{\displaystyle \mathbf {F} =q{\bigl (}\mathbf {E} +\mathbf {v} \times \mathbf {B} {\bigl )}}
В установившемся режиме F = 0, поэтому 0 = Ey − vxBz, где Ey задаётся в направлении y (а не со стрелкой индуцированного электрического поля ξy как на изображении (указывает в направлении −y), который сообщает, куда указывает поле, вызванное электронами).
В проводах текут электроны вместо дырок, поэтому нужно произвести замены vx → −vx и q → −q . Также Ey = −VH/w
{\displaystyle V_{\mathrm {H} }=v_{x}B_{z}w}
Обычный «дырочный» ток направлен в отрицательном направлении электронного тока и отрицательного электрического заряда, что даёт Ix = ntw(−vx)(−e) где n — плотность носителей заряда, tw — площадь поперечного сечения, а −e — заряд каждого электрона. Решая для {\displaystyle w} и подставляя в вышеупомянутое выражение даёт напряжение Холла:
{\displaystyle V_{\mathrm {H} }={\frac {I_{x}B_{z}}{nte}}}
Если бы накопление заряда было положительным (как в некоторых металлах и полупроводниках), то значение VH на изображении было бы отрицательным (положительный заряд образовался бы на другой — левой стороне).
Коэффициент Холла определяется как
{\displaystyle R_{\mathrm {H} }={\frac {E_{y}}{j_{x}B_{z}}}}
или
{\displaystyle \mathbf {E} =-R_{\mathrm {H} }(\mathbf {J} _{c}\times \mathbf {B} )}
где j — плотность тока электронов-носителей, а Ey — индуцированное электрическое поле. В единицах СИ это можно записать в виде
{\displaystyle R_{\mathrm {H} }={\frac {E_{y}}{j_{x}B}}={\frac {V_{\mathrm {H} }t}{IB}}={\frac {1}{ne}}.}
(Единицы измерения RH обычно выражаются в м3/Кл, Ом · см/Г или в других вариантах. В результате эффект Холла очень полезен как средство измерения плотности носителей заряда или величины и направления магнитного поля.
Одна очень важная особенность эффекта Холла состоит в том, что он различает положительные заряды, движущиеся в одном направлении, и отрицательные, движущиеся в противоположном. На диаграмме выше представлен эффект Холла с отрицательными носителями заряда (электронами). Но если в тех же условиях: магнитного поля и тока, использовать другой знак носителей тока, то эффект Холла сменит знак. Конечно, частица должна двигаться в направлении, противоположном электрону, чтобы ток был одинаковым — вниз на диаграмме, а не вверх, как электрон. И, таким образом, мнемонически говоря, ваш большой палец в законе силы Лоренца, представляющий (условный) ток, будет указывать в том же направлении, что и раньше, потому что ток такой же — электрон, движущийся вверх, имеет тот же ток, что и положительный заряд, движущийся вниз. И с теми же пальцами (магнитное поле), носитель заряда отклоняется влево на диаграмме, независимо от того, положительный он или отрицательный. Но если положительные носители отклоняются влево, они создают относительно положительное напряжение слева, тогда как отрицательные носители (а именно электроны) создают отрицательное напряжение слева, как показано на схеме. Таким образом, для одного и того же тока и магнитного поля полярность напряжения Холла зависит от внутренней природы проводника и полезна для выяснения его зарядовых свойств.
Это свойство эффекта Холла стало первым реальным доказательством того, что электрические токи в большинстве металлов переносятся движущимися электронами, а не протонами. Он также показал, что в некоторых веществах (особенно в полупроводниках p-типа), наоборот, более уместно рассматривать ток как движущиеся положительные «дырки», а не как отрицательные электроны. Обычный источник путаницы с эффектом Холла в таких материалах заключается в том, что дырки, движущиеся в одну сторону, на самом деле являются электронами, движущимися в противоположную сторону, поэтому можно ожидать, что полярность напряжения Холла будет такой же, как если бы электроны были носителями заряда, как в большинстве металлов и полупроводники n-типа. Тем не менее, наблюдается противоположная полярность напряжения Холла, что указывает на положительность носителей заряда. Однако, конечно, в полупроводниках p-типа нет реальных позитронов или других положительных элементарных частиц, несущих заряд, отсюда и название «дырки». Точно так же, как чрезмерно упрощённая картина света в стекле как фотонов, поглощаемых и повторно испускаемых для объяснения рефракции, разрушается при более внимательном рассмотрении, это очевидное противоречие также может быть разрешено только современной квантовой теорией квазичастиц, в которой коллективное квантованное движение нескольких частиц можно, в реальном физическом смысле, рассматривать как отдельную частицу (хотя и не элементарную)[уточнить].
Вне связи с этим неоднородность в проводящем образце может привести к ложному признаку эффекта Холла даже при идеальной ван дер Пау конфигурации электродов. Например, эффект Холла, соответствующий положительным носителям, наблюдался, очевидно, в полупроводниках n-типа. Другой источник артефактов в однородных материалах возникает, когда форматное отношение длины к ширине образца недостаточно велико: полное напряжение Холла возникает только вдали от токоподводящих контактов, поскольку на контактах поперечное напряжение закорочено.

### Эффект Холла в полупроводниках
Когда полупроводник с током находится в магнитном поле, носители заряда полупроводника испытывают силу в направлении, перпендикулярном как магнитному полю, так и току. В состоянии равновесия на краях полупроводника появляется холловское напряжение.
Приведённая выше простая формула для коэффициента Холла обычно является хорошим объяснением, когда в проводимости преобладает один носитель заряда. Однако для полупроводников и многих металлов теория более сложна, потому что в этих материалах проводимость может включать значительные одновременные вклады как электронов, так и дырок, которые могут присутствовать в разных концентрациях и иметь разную подвижность. Для умеренных магнитных полей коэффициент Холла вычисляется по формуле
{\displaystyle R_{\mathrm {H} }={\frac {p\mu _{\mathrm {h} }^{2}-n\mu _{\mathrm {e} }^{2}}{e(p\mu _{\mathrm {h} }+n\mu _{\mathrm {e} })^{2}}}}
или эквивалентно
{\displaystyle R_{\mathrm {H} }={\frac {p-nb^{2}}{e(p+nb)^{2}}}}
с заменой
{\displaystyle b={\frac {\mu _{\mathrm {e} }}{\mu _{\mathrm {h} }}}.}
где n — концентрация электронов, p — концентрация дырок, μe — подвижность электронов, μh — подвижность дырок и e — элементарный заряд.
Для больших прикладных полей справедливо более простое выражение, аналогичное выражению для одного типа носителей.

### Квантовый эффект Холла
В сильных магнитных полях в плоском проводнике (то есть в квазидвумерном электронном газе) в системе начинают сказываться квантовые эффекты, что приводит к появлению квантового эффекта Холла: квантованию холловского сопротивления. В ещё более сильных магнитных полях проявляется дробный квантовый эффект Холла, который связан с кардинальной перестройкой внутренней структуры двумерной электронной жидкости.

### Аномальный эффект Холла
В ферромагнитных материалах (и парамагнитных материалах в магнитном поле) сопротивление Холла включает дополнительный вклад, известный как аномальный эффект Холла (или необычный эффект Холла), который напрямую зависит от намагниченности материала и часто намного больше, чем обычный эффект Холла. (Обратите внимание, что этот эффект не связан с вкладом намагниченности в общее магнитное поле.) Например, в никеле аномальный коэффициент Холла примерно в 100 раз больше, чем обычный коэффициент Холла вблизи температуры Кюри, но они похожи при очень низких температурах. Хотя это хорошо известное явление, до сих пор ведутся споры о его происхождении в различных материалах. Аномальный эффект Холла может быть либо внешним (связанным с беспорядком) эффектом из-за спин-зависимого рассеяния носителей заряда, либо внутренним эффектом, который можно описать с помощью эффекта фазы Берри в импульсном пространстве кристалла (k-пространстве).

### Спиновый эффект Холла
В случае отсутствия магнитного поля в немагнитных проводниках может наблюдаться отклонение носителей тока с противоположными направлениями спинов в разные стороны перпендикулярно электрическому полю. Это явление, получившее название спинового эффекта Холла, было теоретически предсказано Дьяконовым и Перелем в 1971 году. Говорят о внешнем и внутреннем спиновых эффектах. Первый из них связан со спин-зависимым рассеянием, а второй — со спин-орбитальным взаимодействием.

### Квантовый спиновый эффект Холла
Для двумерных квантовых ям теллурида ртути с сильным спин-орбитальным взаимодействием в нулевом магнитном поле при низкой температуре недавно был обнаружен квантовый спиновый эффект Холла.

## Геометрия образцов

### Эффект Корбино

Диск Корбино — пунктирные кривые представляют логарифмические спиральные траектории отклонённых электронов.

Эффект Корбино — это явление, связанное с эффектом Холла, но вместо прямоугольного металлического образца используется образец в форме диска. Благодаря своей форме диск Корбино позволяет наблюдать магнетосопротивление, основанное на эффекте Холла, без соответствующего напряжения Холла.
Радиальный ток через диск, подвергнутый воздействию магнитного поля, перпендикулярного плоскости диска, создаёт «круговой» ток через диск.
В отсутствие свободных поперечных границ упрощается интерпретация эффекта Корбино по сравнению с эффектом Холла.

### Связность области
Обычно для наблюдения эффекта Холла используются тонкие плёнки из металлов или полупроводников прямоугольной формы или специально сформированный методами литографии — крест или холловский мост. В такой односвязной области протекания тока задача о напряжении Холла имеет простой смысл и рассматривается ниже. В образцах с нестандартной геометрией эффект Холла может вовсе отсутствовать или иметь дополнительные особенности. Например, в образцах с отверстием через которое не может течь ток, расположение потенциальных контактов на границе образца или на границе со стороны отверстия повлияет на результат измерения эффекта Холла. Для симметричного расположения контактов, которые лежат на границе отверстия по обе стороны линии, соединяющей токовые контакты, он может поменять знак по сравнению со стандартным обычным эффектом Холла в односвязном образце, в зависимости от способы подключения токовых контактов.

## Плазма

### Эффект Холла в ионизированных газах
Эффект Холла в ионизированном газе (плазме) существенно отличается от эффекта Холла в твёрдых телах (где параметр Холла всегда намного меньше единицы). В плазме параметр Холла может принимать любое значение. Параметр Холла β в плазме представляет собой отношение между гирочастотой Ωe и частотой столкновений электронов с тяжёлыми частицами ν:
{\displaystyle \beta ={\frac {\Omega _{\mathrm {e} }}{\nu }}={\frac {eB}{m_{\mathrm {e} }\nu }}}
где
- e — элементарный электрический заряд (~1,6e−19)
- B — магнитное поле (в Теслах)
- me — масса электрона (~9,1e−31 kg).

Значение параметра Холла увеличивается с увеличением напряжённости магнитного поля.
Физически траектории электронов искривлены силой Лоренца. Тем не менее, когда параметр Холла мал, их движение между двумя столкновениями с тяжёлыми частицами (нейтральными или ионными) почти линейно. Но если параметр Холла велик, движение электронов сильно искривлено. Вектор плотности тока J больше не коллинеарен вектору электрического поля E. Два вектора J и E составляют угол Холла θ, который также даёт параметр Холла:
{\displaystyle \beta =\tan(\theta ).}

### Звездообразование
Хотя хорошо известно, что магнитные поля играют важную роль в звездообразовании, исследовательские модели показывают, что диффузия Холла критически влияет на динамику гравитационного коллапса, при формировании протозвезды.

## Применение
Датчики Холла часто используются в качестве магнитометров, то есть для измерения магнитных полей или проверки материалов (например, труб или трубопроводов) с использованием принципов рассеяния магнитного потока.
Устройства, использующие эффект Холла, производят очень низкий уровень сигнала и, следовательно, требуют усиления. Хотя ламповые усилители первой половины 20 века подходили для лабораторных приборов, они были слишком дорогими, энергоёмкими и ненадёжными для повседневного использования. Только с разработкой недорогой интегральной схемы датчик на эффекте Холла стал пригодным для массового применения. Многие устройства, которые сейчас продаются как датчики на эффекте Холла, фактически содержат как датчик, как описано выше, так и усилитель на интегральной схеме (IC) с высоким коэффициентом усиления в одном корпусе. Последние достижения позволили добавить в один пакет аналого-цифровой преобразователь и I²C (протокол связи между интегральными схемами) для прямого подключения к порту ввода-вывода микроконтроллера.

#### Двигатель для космического корабля
Двигатель на эффекте Холла (ДЭХ) — это устройство, которое используется для приведения в движение некоторых космических кораблей после того, как они выйдут на орбиту или дальше в космос. В ДЭХ атомы ионизируются и ускоряются электрическим полем. Радиальное магнитное поле, создаваемое магнитами на двигателе, используется для захвата электронов, которые затем вращаются по орбите, и создания электрического поля из-за эффекта Холла. Между концом двигателя малой тяги, куда подаётся нейтральное топливо, и частью, где образуются электроны, устанавливается большой потенциал. Таким образом, электроны, захваченные магнитным полем, не могут попасть в область с более низким потенциалом. Таким образом, они чрезвычайно энергичны, что означает, что они могут ионизировать нейтральные атомы. Нейтральное топливо закачивается в камеру и ионизируется захваченными электронами. Затем положительные ионы и электроны выбрасываются из двигателя в виде квазинейтральной плазмы, создавая тягу. Создаваемая тяга чрезвычайно мала, с очень низким массовым расходом и очень высокой эффективной скоростью истечения и удельным импульсом. Это достигается за счёт очень высоких требований к электрической мощности, порядка 4 кВт на несколько сотен миллиньютонов тяги.